# Cidaris blakei
Espèce
Cidaris blakei est une espèce d'échinodermes de la famille des Cidaridae, vivant dans les eaux profondes du Golfe du Mexique.

## Description
C'est un oursin régulier de grandes profondeurs, très reconnaissable à ses radioles (piquants) élargis en forme d'éventails. L'utilité pour l'animal de cette morphologie est encore obscure.

## Répartition
Cet oursin habite les abysses (jusqu'à plusieurs kilomètres de profondeur) du Golfe du Mexique.